# Deanna Russo
Deanna Russo (Nova Jersey, 17 de outubro de 1979) é uma atriz norte-americana. Ela é mais conhecida por seus papéis como a "Dra. Logan Armstrong" na tele novela The Young and the Restless, e na série Knight Rider como Sarah Graiman, a filha do criador de K.I.T.T., Deanna também é conhecida pelo seu papel como a  publicista "K.C. Cunningham" na série Gossip Girl.

## Biografia
Deanna se graduou na Bernards High School, em Bernardsville, Nova Jersey com a turma de 1998. Outros alunos da Bernards High School incluem, Peter Wolf do J. Geils Band e Meryl Streep. Ela se formou pela faculdade Rollins College, em Winter Park, Flórida, como bacharel em psicologia em 2002.
Russo fez participações especiais em séries como Charmed, CSI, CSI: NY, How I Met Your Mother e Gossip Girl. Também esteve no filme Ghost Voyage de 2008. Além disso, dirigiu o premiado curta-metragem de comédia A Taste of Kream. Deanna já apareceu em muitos comerciais de TV para marcas como Ford, Axe e Disney. Um dos comerciais para a marca Axe, foi selecionado como "um dos comerciais mais engraçados de 2007". 
Deanna também apareceu em muitas revistas (Brides, Health, etc) e foi a "Babe of the Month" na Playboy de dezembro de 2007. 
Ela também estrelou no filme Fórmula Fatal , com Johnny Messner.

## Filmografia
| Filmes      | Filmes                                          | Filmes                                | Filmes           |
| Ano         | Título Original                                 | Título (Brasil)                       | Papel            |
| ----------- | ----------------------------------------------- | ------------------------------------- | ---------------- |
| 1992        | Kurenai no buta                                 | Porco Rosso                           | Vozes adicionais |
| 1995        | Mimi wo sumaseba                                | Mimi wo sumaseba                      | Voz              |
| 2001        | Virgins                                         | Virgins                               | Amiga de Whitney |
| 2003        | Dirt on Leaves                                  | Dirt on Leaves                        | Allison          |
| 2003        | A Moment of Clarity                             | A Moment of Clarity                   | Claire           |
| 2005        | The Food Chain: A Hollywood Scarytale           | The Food Chain: A Hollywood Scarytale | Diza             |
| 2006        | Rest Stop                                       | Rota Mortal                           | Tracy Kress      |
| 2007        | Believers                                       | Fórmula Fatal                         | Rebecca          |
| 2008        | Ghost Voyage                                    | Ghost Voyage                          | Serena (para TV) |
| 2008        | Knight Rider (filme 2008)                       | Sarah Graiman                         | Filme NBC        |
| 2009        | 323                                             | 323                                   | Katrina          |
| Séries      |                                                 |                                       |                  |
| Ano         | Título                                          | Papel                                 | Episódios        |
| 2003        | Charmed                                         | Eve                                   | 1 episódio       |
| 2005        | CSI: Crime Scene Investigation                  | Lori Kyman                            | 1 episódio       |
| 2006        | CSI: NY                                         | Laura Jeffries                        | 1 episódio       |
| 2007        | How I Met Your Mother                           | Brooke Bartholomay                    | 1 episódio       |
| 2007        | Navy NCIS: Naval Criminal Investigative Service | Ashley                                | 1 episódio       |
| 2007        | The Young and the Restless                      | Logan Armstrong                       | 23 episódios     |
| 2008 / 2009 | Knight Rider                                    | Sarah Graiman                         | 18 episódios     |
| 2009        | Gossip Girl                                     | K.C. Cunningham                       | 3 episódios      |
| 2009        | White Collar                                    | Taryn Vandersant                      | 1 episódio       |